# Youth Symphony Orchestra of Ukraine

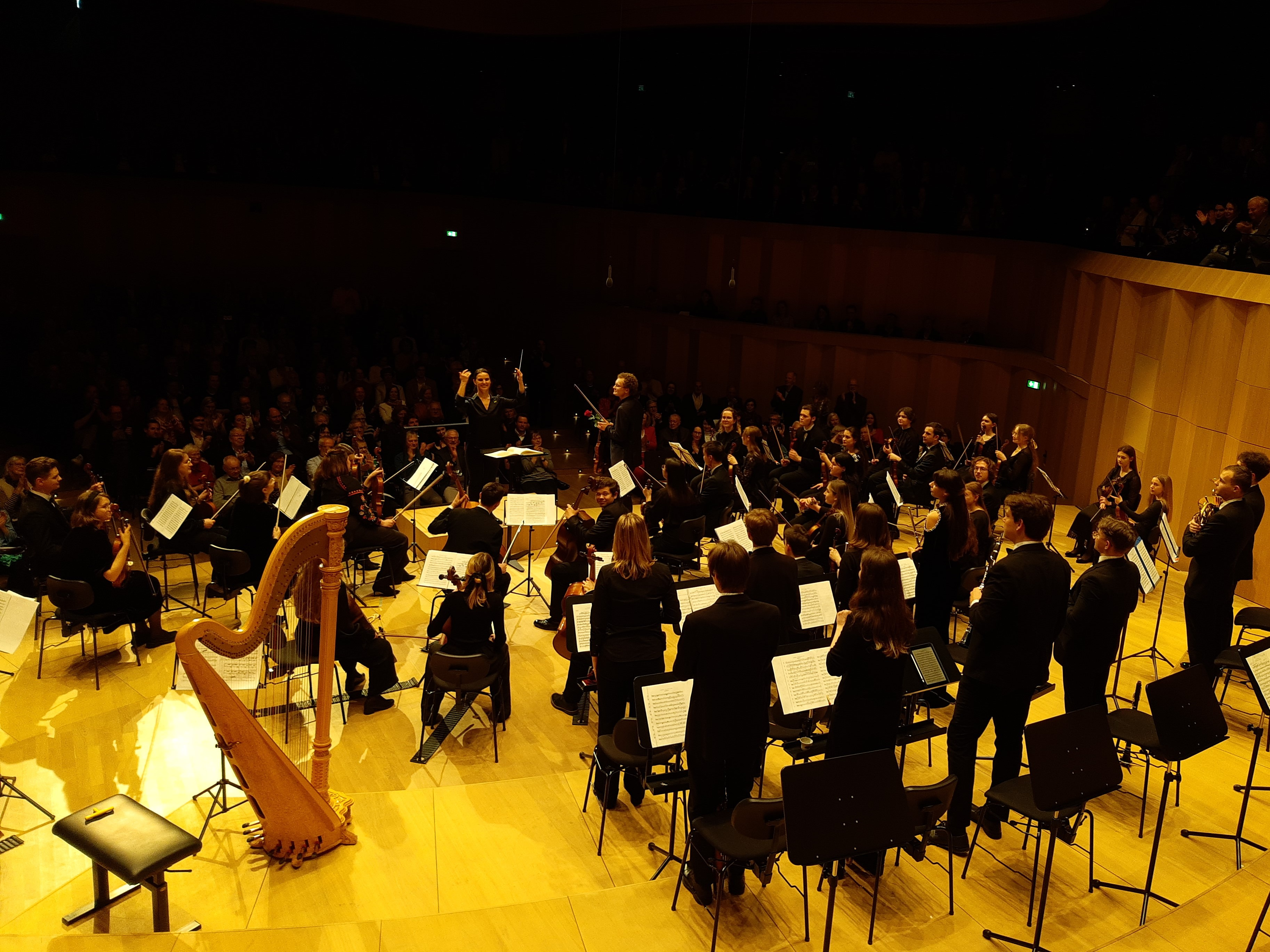
Das Orchester im Konzert im Casals Forum, 2024

Das Youth Symphony Orchestra of Ukraine (YSOU, ukrainisch Молодіжний симфонічний оркестр України) ist das nationale Jugend-Sinfonieorchester der Ukraine. Oksana Lyniv gründete es 2016 nach dem Vorbild des deutschen Bundesjugendorchesters und dirigiert es seitdem. Sie führte das Orchester zu bedeutenden Konzertsälen und Festivals in Europa.

## Geschichte
Das Youth Symphony Orchestra of Ukraine wurde 2016 von der Dirigentin Oksana Lyniv gegründet. Sie studierte in Lwiw und machte international Karriere als Musikdirektorin der Oper Graz ab 2017 und in gleicher Position am Teatro Comunale di Bologna seit 2022.
Lyniv formte das YSOU  nach dem Vorbild des deutschen Bundesjugendorchesters, unterstützt von diesem Orchester, dem Beethovenfest in Bonn und der Deutschen Welle. Die ersten vier Konzerte im August 2017 gab das Orchester gemeinsam mit dem Bundesjugendorchester in Lwiw und Kiew in der Ukraine sowie in Bonn und Berlin. Das Konzert in Lwiw war Teil des Festivals LvivMozArt, das Lyniv dort gegründet hatte.
Nach dem russischen Überfall auf die Ukraine 2022 begann das YSOU ein Evakuierungsprojekt für seine Musiker unter dem Motto „Music for the Future“ (Musik für die Zukunft). Es wurde in Zusammenarbeit mit dem Slowenischen Jugendorchester in Ljubljana durchgeführt. Eine Konzertreise im Sommer des Jahres, „United for the future“ (Vereint für die Zukunft), führte das YSOU zu zehn Musikfestivals in Österreich, Deutschland und der Schweiz mit insgesamt 30 Konzerten bei Festivals wie Herbstgold in Eisenstadt, dem Bachfest Leipzig, den Münchner Opernfestspielen, Young Euro Classic in Berlin und dem Lucerne Festival.
Das YSOU wurde im Juni 2022 in die European Federation of National Youth Orchestras (EFNYO) aufgenommen. Das Orchester wurde mit dem Musikpreis der Stadt Duisburg der Köhler-Osbahr-Stiftung ausgezeichnet. Die Berliner Philharmoniker wurden 2023 Förderer des YSOU und des Kyiv Symphony Orchestra.
Lyniv dirigiert das YSOU in der deutschen Erstaufführung von Evgeni Orkins Odessa Rhapsody beim Young Euro Classic 2023 in Berlin. Der Komponist hatte die Tondichtung in vier Sätzen, die die Stadt Odessa schildern, der Dirigentin gewidmet. Das Werk wurde in Paris im Vorjahr uraufgeführt. Es wurde beim Konzert im Konzerthaus Berlin mit dem European Composer’s Prize ausgezeichnet. Die Dirigentin kontrastierte das Werk mit Beethovens 5. Sinfonie. Eleonore Büning schrieb im Tagesspiegel, dass das Orchester professionelle Topform bewies.
Als Teil einer Frühjahrstournee 2024 gab das YSOU ein Konzert im Casals Forum der Kronberg Academy. Lyniv und das Orchester begannen mit Maria’s City des ukrainischen Komponisten Zoltan Almashi, womit die Stadt Mariupol gemeint ist, gefolgt von Ravels Pavane pour une infante défunte, Mendelssohns Violinkonzert und schließlich Schumanns Erster Sinfonie. Der Solist war Dmytro Udovychenko, ein Student der Kronberg Academy. Ein Rezensent der FAZ schrieb, dass das erste Werk „Klage, Aggression und Hoffnung“ zum Ausdruck brachte und dass die Ausführenden im Violinkonzert einen erfrischend neuen Blick vermittelten.